# Galactic Keep
Galactic Keep est un jeu vidéo de rôle développé et édité par Gilded Skull Games, sorti en 2015 sur Windows, Mac et iOS.

## Accueil
- Canard PC : 7/10[1]
- TouchArcade : 5/5[2]

## Développement
Le jeu est sorti six ans après son annonce. Canard PC le qualifie dans son test de « premier vaporware du monde iOS ».